# Megazancla cinerea
Megazancla cinerea là một loài bướm đêm trong họ Geometridae.